# Cardiophorus cobossanchezi
Cardiophorus cobossanchezi is een keversoort uit de familie kniptorren (Elateridae). De wetenschappelijke naam van de soort is voor het eerst geldig gepubliceerd in 2002 door Diaz de Castro & Sanchez-Ruiz.